# チャールズ・サバリン
チャールズ・アンジェロ・サバリン（英語: Charles Angelo Savarin、1943年10月2日 - ）は、ドミニカ国の政治家。2013年から2023年まで同国第8代大統領を務めた他、公共事業開発大臣を歴任している。

## 経歴
ポーツマス出身。1979年6月21日のパトリック・ジョン内閣総辞職後に選挙管理内閣として国家救済委員会委員長として、一時的に行政を指導した。1980年の総選挙でサバリンはドミニカ自由党（DFP）所属として出馬したが、対抗馬のマイケル・ダグラスに敗れる。1983年にユージェニア・チャールズ内閣の無任所大臣として入閣を果たす。
1986年、サヴァリンは欧州連合常任代表として任じられる。ユージェニア・チャールズがドミニカ自由党党首を辞任した際にサバリンが党首選挙に立候補。1996年から2006年まで自由党党首を詰めたが、在任中は指導力を疑問視された末に非難が高まり、辞任へ追い込まれた。
2000年に発足したピエール・チャールズ内閣では公共事業開発大臣に任命される。チャールズ政権の側近として、IMFなどと開発に向けた交渉を進めた。しかし、開発計画は頓挫してしまった。2004年にピエール・チャールズ首相が急死した後も同年に発足したルーズベルト・スカーリット内閣で観光大臣、外務・貿易大臣を歴任。長年、サバリンはドミニカ公務員共済連合会長を務めていたが、指導力を疑義された。
2013年には儀礼的なポストである大統領に就任。2018年に再選を果たし、2023年に任期満了で退任。